# Biathlon ai XXIV Giochi olimpici invernali - 15 km partenza in linea maschile
La gara della 15 km partenza in linea maschile di biathlon dei XXIV Giochi olimpici invernali di Pechino è stata disputata il 18 febbraio 2022, a partire dalle ore 17:00 (UTC+8), presso il National Biathlon Centre di Zhangjiakou. Vi hanno partecipato 30 atleti provenienti da 13 nazioni.
La competizione è stata vinta dal biatleta norvegese Johannes Thingnes Bø, mentre l'argento e il bronzo sono andati rispettivamente allo svedese Martin Ponsiluoma e al norvegese Vetle Sjåstad Christiansen.

## Risultati
| Pos.    | Nº | Atleta                     | Nazione     | Tempo   | Errori (P+P+S+S) | Distacco |
| ------- | -- | -------------------------- | ----------- | ------- | ---------------- | -------- |
| Oro     | 2  | Johannes Thingnes Bø       | Norvegia    | 38'14"4 | 4 (1+0+1+2)      | -        |
| Argento | 18 | Martin Ponsiluoma          | Svezia      | 38'54"7 | 2 (1+0+0+1)      | +40"3    |
| Bronzo  | 8  | Vetle Sjåstad Christiansen | Norvegia    | 39'26"9 | 3 (2+0+1+0)      | +1'12"5  |
| 4       | 1  | Quentin Fillon Maillet     | Francia     | 39'40"0 | 5 (1+1+0+3)      | +1'25"6  |
| 5       | 23 | Dominik Windisch           | Italia      | 39'52"8 | 3 (0+2+1+0)      | +1'38"4  |
| 6       | 9  | Sturla Holm Lægreid        | Norvegia    | 40'00"5 | 5 (1+2+1+1)      | +1'46"1  |
| 7       | 26 | Simon Eder                 | Austria     | 40'10"8 | 2 (2+0+0+0)      | +1'56"4  |
| 8       | 12 | Benedikt Doll              | Germania    | 40'45"8 | 6 (0+0+2+4)      | +2'31"4  |
| 9       | 14 | Tero Seppälä               | Finlandia   | 40'47"1 | 5 (1+0+2+2)      | +2'32"7  |
| 10      | 15 | Johannes Kühn              | Germania    | 40'52"7 | 5 (1+0+2+2)      | +2'38"3  |
| 11      | 7  | Sebastian Samuelsson       | Svezia      | 41'01"0 | 4 (0+0+1+3)      | +2'46"6  |
| 12      | 4  | Tarjei Bø                  | Norvegia    | 41'01"8 | 4 (0+1+2+1)      | +2'47"4  |
| 13      | 25 | Christian Gow              | Canada      | 41'02"5 | 3 (0+0+0+3)      | +2'48"1  |
| 14      | 17 | Roman Rees                 | Germania    | 41'05"2 | 3 (0+0+1+2)      | +2'50"8  |
| 15      | 10 | Aleksandr Loginov          | ROC         | 41'06"2 | 7 (2+0+2+3)      | +2'51"8  |
| 16      | 11 | Simon Desthieux            | Francia     | 41'11"4 | 5 (1+2+1+1)      | +2'57"0  |
| 17      | 3  | Anton Smol'ski             | Bielorussia | 41'22"3 | 4 (1+1+0+2)      | +3'07"9  |
| 18      | 29 | Jules Burnotte             | Canada      | 41'35"0 | 5 (2+1+1+1)      | +3'20"6  |
| 19      | 5  | Ėduard Latypov             | ROC         | 41'35"4 | 7 (1+3+1+2)      | +3'21"0  |
| 20      | 16 | Maksim Cvetkov             | ROC         | 41'37"7 | 6 (1+1+2+2)      | +3'23"3  |
| 21      | 28 | Michal Krčmář              | Rep. Ceca   | 41'54"9 | 5 (0+1+1+3)      | +3'40"5  |
| 22      | 6  | Émilien Jacquelin          | Francia     | 42'08"7 | 5 (2+1+0+2)      | +3'54"3  |
| 23      | 27 | Philipp Nawrath            | Germania    | 42'10"1 | 7 (0+0+3+4)      | +3'55"7  |
| 24      | 20 | Dmytro Pidručnyj           | Ucraina     | 42'16"2 | 7 (0+3+2+2)      | +4'01"8  |
| 25      | 21 | Scott Gow                  | Canada      | 42'17"6 | 7 (0+4+2+1)      | +4'03"2  |
| 26      | 13 | Fabien Claude              | Francia     | 42'49"8 | 5 (1+2+1+1)      | +4'35"4  |
| 27      | 19 | Lukas Hofer                | Italia      | 42'58"8 | 6 (1+1+2+2)      | +4'44"4  |
| 28      | 24 | Artem Pryma                | Ucraina     | 43'12"6 | 7 (2+1+3+1)      | +4'58"2  |
| 29      | 22 | Felix Leitner              | Austria     | 43'37"9 | 7 (2+1+2+2)      | +5'23"5  |
| 30      | 30 | Cheng Fangming             | Cina        | 44'26"8 | 4 (4+0+0+0)      | +6'12"4  |